# Icosanoil-CoA sintasi
La icosanoil-CoA sintasi è un enzima appartenente alla classe delle transferasi, che catalizza la seguente reazione:
stearoil-CoA + malonil-CoA + 2 NAD(P)H + 2 H+ ⇄ icosanoil-CoA + CO2 + CoA + 2 NAD(P)+ + H2O
L'icosanoil-CoA può agire al posto dello stearoil-CoA. L'enzima di membrana si occupa dell'elongazione di questi acil-CoA di acidi grassi a lunga catena.